# All Things Must Pass (Lied)
All Things Must Pass (englisch für: Alle Dinge müssen vergehen) ist ein Lied des britischen Musikers und Ex-Beatles George Harrison aus dem Jahr 1970. Es erschien auf dem gleichnamigen Album. Geschrieben wurde es ebenfalls von George Harrison.

## Hintergrund
Der Song wurde von den Beatles im Januar 1969 einige Male geprobt, wobei John Lennon Verbesserungsvorschläge am Text machte, aber nicht aufgenommen.
George Harrison sagt in seiner Autobiografie: “When I wrote All Things Must Pass I was trying to do a Robbie Robertson-Band sort of tune and that is what it turned into. I think the whole idea of All Things Must Pass has been written up by all kinds of mystics and ex-mystics including Timothy Leary in his psychedelic poems.” („Als ich All Things Must Pass schrieb, versuchte ich, eine Art von Robbie Robertson-Band-Stück zu verfassen, und das ist es, wozu es geworden ist. Ich denke, die komplette Idee von ‚All Things Must Pass‘ ist aufgeschrieben von allen Arten von Mystikern und Ex-Mystikern inklusive Timothy Leary in seinen psychedelischen Gedichten.“) Konkreter heißt es: “All Things Must Pass like Behind That Locked Door, was inspired by The Band; in particular, by their classic song The Weight […]” („All Things Must Pass ähnlich wie Behind That Locked Door war inspiriert von The Band, besonders von ihrem Klassiker The Weight […]“).

## Komposition
Das Lied steht im 4⁄4-Takt, ist in E-Dur notiert und dauert 3 min 43 s bzw. 3 min 44 s. Das Tempo wird mit Very slowly  bzw. Moderately Slow  angegeben.

## Text
Harrison zeigt in dem Song die Notwendigkeit der Vergänglichkeit aller Dinge anhand von Beispielen aus der Natur: sunrise, cloudburst, sunset, darkness und daylight (Sonnenaufgang, Wolkenbruch, Sonnenuntergang, Dunkelheit, Tageslicht) dienen ihm als Beweis dafür, dass auch der Mensch selbst der Vergänglichkeit unterworfen ist. Das betrifft besonders die Liebe: “Seems my love is up, and has left you with no warning” („Scheint, dass meine Liebe vorüber ist und dich ohne Warnung verlassen hat“) und „After all this my love is up and must be leaving“ („Nach all dem ist meine Liebe vorüber und muss gehen“). Aber er hat auch Trost parat: “it’s not always going to be this grey” („es wird nicht immer so grau sein“) und “A mind can blow those clouds away” („Ein Gedanke kann jene Wolken wegblasen“). “The lyrics oscillate between a sadness that what we cherish must inevitably vanish and an optimism that what causes us pain will gradually disappear.” („Der Text oszilliert zwischen einer Traurigkeit, dass das, was wir hegen und pflegen, unweigerlich entschwinden muss, und einem Optimismus, dass das, was uns Schmerz bereitet, schrittweise vergeht.“) “All Things Must Pass is a classic of Harrison’s lyrical ambiguity; in essence it’s a hopeful song, without sounding so!” („All Things Must Pass ist ein klassisches Beispiel für Harrisons lyrische Doppeldeutigkeit; in seinem Wesen ist es ein hoffnungsvolles Lied, ohne so zu klingen!“)
Es wurde vermutet, dass der Text entweder an Harrisons Ehefrau Pattie Boyd oder an seine Band-Kollegen gerichtet ist.

## Besetzung
Besetzungsliste:
- George Harrison: Gitarren, Gesang
- Peter Drake: Pedal-Steel-Gitarre
- Eric Clapton: Gitarre, Chorgesang
- Bobby Whitlock: Klavier, Chorgesang
- Klaus Voormann: Bass
- Ringo Starr: Schlagzeug
- Jim Gordon: Schlagzeug
- John Barham: Streicherarrangement[22]

## Aufnahme
Die Aufnahmen fanden am 26. Mai 1970 und 10. Juni 1970 in den Abbey Road Studios Studio Three statt. Die Aufnahme vom 26. Mai 1970 ist eine Demoversion von George Harrison, Ringo Starr und Klaus Voormann. Sie basiert auf der Version, die die Beatles während der Let It Be-Sessions probten, aber nicht verwendeten. Produzenten waren George Harrison und Phil Spector. Bereits am 25. Februar 1969 (seinem 26. Geburtstag) hatte George Harrison eine Demoversion aufgenommen. Diese erschien im Oktober 1996 auf der Doppel-CD Anthology 3 der Beatles. Die am 26. Mai 1970 entstandene Demoversion des Stücks, die von George Harrison, Ringo Starr und Klaus Voormann eingespielt wurde, ist auf dem Album Early Takes: Volume 1 enthalten und ist Teil der All Things Must Pass – 50th Anniversary Edition (Super Deluxe Editionen).

## Veröffentlichung
In den USA erschien das Album All Things Must Pass am 27., in Großbritannien und Deutschland am 30. November 1970. Im Juni 2009 erschien das Stück auf der Kompilation Let It Roll: Songs by George Harrison.

## Kritiken
“[…] tenebrous but still positive title track […]”

„[…] düsterer, aber immer noch positiver Titelsong […]“

“The title track […] would be one of the most beautiful songs Harrison ever wrote, if not the very best.”

„Der Titelsong […] ist vielleicht eines der schönsten Lieder, die Harrison je schrieb, wenn nicht das allerschönste.“

All Things Must Pass is a touching reflection on the transience of all things, including human love and life.

„All Things Must Pass ist eine ergreifende Reflexion über die Vergänglichkeit aller Dinge, einschließlich Liebe und Leben der Menschen.“

## Coverversionen
Billy Preston veröffentlichte bereits am 11. September 1970 seine Version auf dem Album Encouraging Words. Beim Concert for George hat Paul McCartney den Song zusammen mit For You Blue und Something aufgeführt.

## Trivia
Der Songtitel wird zitiert in Ringo Starrs Song Never Without You aus dem Jahr 2003.